# Beate Dräbing
Beate Dräbing (* 12. Juni 1967 in Berlin) ist eine mehrfache Weltmeisterin im Bodybuilding, Meisterin im Gewichtheben und Kraftdreikampf und außerdem Teilnehmerin bei Strongwoman-Wettbewerben. Im Laufe ihrer Sportkarriere nahm sie noch an Wettkämpfen in den Disziplinen Turnen, Schwimmen und Leichtathletik teil und übte die Sportarten Wasserskifahren, Flachwasserkajak und Tanzen aus. Seit 1985 ist sie Österreicherin.

## Kindheit und Jugend
Sie begann im Alter von dreieinhalb Jahren mit dem Eislaufen. Mit viereinhalb Jahren hatte sie einen schweren Unfall in Form von Verbrennungen dritten Grades in der Höhe des Hals- und Schulterbereiches. Der Genesungsprozess dauerte ein halbes Jahr, in dem sie schmerzbedingt den Kopf schief hielt. Eine Sehnenverkürzung im Nackenbereich war die Folge. Auf Anraten ihres Arztes wurde sie Mitglied im Turnverein, was den Erstkontakt mit dem Sport bedeutete.
Mit zwölf Jahren kam sie nach Kärnten. Hier begann sie mit Leichtathletik und spezialisierte sich auf Siebenkampf. 1985 qualifizierte sie sich im Alter von 17 Jahren für die Junioreneuropameisterschaften in Cottbus und erzielte den achten Platz. Zu diesem Zeitpunkt bekam sie die österreichische Staatsbürgerschaft. Es folgten einige nationale und internationale Wettkämpfe.

## Leichtathletik
In der Leichtathletik erzielte sie folgende Bestleistungen:
- 100 m Hürden in 14,71 s
- Kugelstoßen 13,75 m
- Hochsprung 1,78 m
- 200-Meter-Lauf 26,20 s
- Weitsprung 5,87 m
- Speerwurf 43,82 m
- 800-Meter-Lauf 2:14,20 min
- Siebenkampf 5029 Punkte[4]

## Kraftsport
Mit zwanzig Jahren begann sie mit Gewichtheben. Ein vierter und fünfter WM-Rang und 32 österreichische Rekorde waren die Folge.

### Bestleistungen
- Reißen 92 kg
- Stoßen 115 kg

### International
1993 folgten noch zwei Europa- und zwei Weltmeisterschaften in drei verschiedenen Sportarten. 1994 wurde sie zum zweiten Mal österreichische Staatsmeisterin im Bodybuilding und auch Europameisterin.
1995 folgte der Paar-WM-Titel und der dritte Platz im Einzelbewerb.
- 1997 Doppel-Weltmeisterin in Bratislava/Slowakei.
- 1998 Profidebüt, 15. Platz.
- Anfang August 1999 beendete sie die Karriere

## Sportliche Erfolge
- 8. Platz Europameisterschaft 1993 in Budapest
- 1. Platz Europameisterschaft 1994 in Tymen, Sibirien
- 3. Platz Weltmeisterschaft 1994 in Borlänge, Schweden[5]
- 3. Platz Weltmeisterschaft 1995 in Brügge, Belgien
- 1. Platz Weltmeisterschaft 1995 in Brügge, Belgien
- 1. Platz Weltmeisterschaft 1997 in Bratislava
- 1. Platz Weltmeisterschaft 1997 in Bratislava

## Filmografie
In einer Episode von MA 2412 (Österreich, 1998) wirkte sie als Darstellerin mit. Sie verkörperte eine(n) „Personal Trainer“ in der Episode „Körperkult“.

## Varia
- Bis ungefähr 2012 bestand die Vitalis Beate Dräbing OEG in 9873 Döbriach

- Wettkampfmannschaft Mirnock Highlander[3]